# Аугзбуршки мир
Аугзбуршки мир је споразум, који су потписали Карло V и снаге протестантског Шмалкадског савеза 25. септембра 1555. у граду Аугзбургу. Мир који је обнародоаво Сабор Светог римског царства.Тим споразумом окончано је насиље између лутерана и католика у Немачкој. Овим миром изједначена су права католика и лутерана по принципу „Чија је земља, онога је и вера“, тј. да на свакој територији дозвољена само једна вероисповест.

## Лутеранство се изједначује са католицизмом
Тиме је лутеранство постала службена вера у Светом римском царству. Према принципу, лат. cuius regio eius religio који значи: „чија је земља, онога је и вера“ или „кнежева земља, кнежева вера“, одређује се вера у појединим подручјима, што заправо значи да вера регионалног владара одређује веру поданика.
- Немачки кнежеви (њих 255) могу слободно да одаберу која од две вере (лутеранство или католицизам) ће бити службена вера њиховог подручја
- лутерани, могу да задрже територије, које су одузели католицима након мира из 1552.
- католички бискупи, који промене веру, морају предати своју бискупију
- Током одређеног прелазног периода породице имају времена да се преселе у подручје, где је допуштена њихова вера. Као вере спомињу се само католицизам и лутеранство.

## Нерешена питања
Аугзбуршки мир је био умерено успешан у решавању проблема насталих у царству. Повећана је толеранција, а царство је ослобођено тензија. Остало је још мноштво нерешених питања. Анабаптисти и калвинисти нису били заштићени тим споразумом, тако да су различите протестантске групе живеле у лутеранским подручјима и биле су у опасности да их лутерански регионални владар оптужи за јерес. Толеранција није службено постојала за калвинисте све до Вестфалског мира 1648.
Нетолеранција према хуситима доводи до Тридесетогодишњег рата. 
Религиозна подела створила је у Немачкој политичку поделу, која је трајала до XIX века. 